# Olchowatka (Ukraine)
Olchowatka (ukrainisch und russisch Ольховатка) ist eine Siedlung städtischen Typs im Osten der ukrainischen Oblast Donezk mit etwa 300 Einwohnern (Stand 2019).

## Geographie
Olchowatka liegt etwa 48 Kilometer nordöstlich der Oblasthauptstadt Donezk nahe der nordöstlich verlaufenen Oblastgrenze zur Oblast Luhansk und gehörte bis zum 11. Dezember 2014 administrativ zum Stadtkreis der 18 Kilometer westlich liegenden Stadt Jenakijewe, seither als eigenständige Gemeinde zum Rajon Artemiwsk (dem heutigen Rajon Bachmut).
Zur gleichnamigen Siedlungsratsgemeinde zählen auch das Dorf Wessela Dolyna (Весела Долина) sowie die Ansiedlungen Danylowe (Данилове), Illinka (Іллінка), Kamjanka (Кам'янка) und Ridkodub (Рідкодуб).
Der nächstgelegene Bahnhof befindet sich in Debalzewe 10 km nördlich von Olchowatka.

## Geschichte
Der Ort wurde im Jahr 1720 zum ersten Mal schriftlich erwähnt und erhielt am 15. November 1938 den Status einer Siedlung städtischen Typs.
Während des Krieges in der Ukraine wurde es im Sommer 2014 kurzzeitig durch Separatisten besetzt, jedoch wieder durch ukrainische Truppen zurückerobert. Seit Februar 2015 steht der Ort unter Kontrolle von prorussischen Separatisten der Volksrepublik Donezk.

## Bevölkerungsentwicklung
| 1959 | 1970 | 1979 | 1989 | 2001 | 2014 | 2019 |
| ---- | ---- | ---- | ---- | ---- | ---- | ---- |
| 7130 | 4875 | 4342 | 4802 | 3688 | 3095 | 3019 |

Quelle: